# شبح (فیلم ۱۹۸۶)
شبح (به انگلیسی: The Wraith) فیلمی محصول سال ۱۹۸۶ و به کارگردانی مایک ماروین است. در این فیلم بازیگرانی همچون چارلی شین، نیک کاساوتیس، شریلین فن، رندی کواید و کلینت هاوارد ایفای نقش کرده‌اند.